# محمد الحلواني (كاتب)
محمد الحلواني كاتب وروائي وشاعر وممثل سوري وُلد بمدينة الرياض في المملكة العربية السعودية في السابع من شهر أبريل/نيسان عام 1984، وحصل على بكالوريوس إدارة الأعمال من جامعة تشرين بمدينة اللاذقية، ثم درس كتابة السيناريو في عدد من الورشات من بينها ورشة مؤسسة الشارقة للإعلام، وهو عضو في اتحاد كتاب وأدباء الإمارات منذ عام 2019، وعضو في رابطة الكتاب السوريين.

## مسيرته المهنية
بدأ اهتمام محمد الحلواني بالأدب وهو في سن مبكرة فكتب القصيدة النثرية، بيد أن بدايته الحقيقية في عالم الكتابة جاءت متأخرة بعض الشيء، ولم يظهر عمله الأدبي الأول إلى النور سوى في عام 2016م، حين صدرت روايته الأولى بعنوان «جريمة عصيان»، والتي تتسم بالطابع الاجتماعي المستوحى من الواقع المعاش في عالمنا العربي، حيث تدور أحداث الرواية حول شاب في مقتبل العمر يخوض الكثير من الصراعات في حياته فتتغير مفاهيمه ونظرته للحياة.
ويحكي محمد الحلواني في روايته «قصة ليلة غزو دمشق» عن تداعيات الغزو العثماني لسوريا في مطلع القرن التاسع عشر الميلادي، حيث تتمحور أحداث الرواية حول وزير الحربية السوري آنذاك يوسف العظمة، وتتناول قيما إنسانية وأبعاداً فلسفية كالعدالة والتضحية.
اهتم محمد الحلواني أيضًا بفن السينما والتليفزيون فدرس كتابة السيناريو، وشارك بدءا من عام 2018 كممثل في عدد من الأعمال الفنية في السينما والدراما السورية والعربية كان من بينها حلقات الجزء الثالث من مسلسل احلى أيام، وفيلما سينمائيا بعنوان «تحت الشمس» تم إنتاجه برعاية مؤسسة الشارقة للإعلام، وفيلم الرسالة، وعدد من الأعمال الدعائية الأخرى.

## أعماله الأدبية والفنية
ألف محمد الحلواني العديد من المؤلفات التي تنوعت ما بين الرواية، والدواوين الشعرية، كما شارك في عدد من الأعمال الدرامية والسينمائية السورية والعربية، وفيما يلي بعضا من أهم أعماله الأدبية ومشاركاته في السينما والدراما:

### مؤلفاته
- جريمة عصيان (رواية): صدرت عن دار المعتز للنشر والتوزيع بدمشق.[6]
- بين أزهار الياسمين (شعر): صدر عن دار المعتز للنشر والتوزيع بدمشق.[7]
- إلى اين تمضي (شعر): صدر عن دار المعتز للنشر والتوزيع بدمشق.[8]
- خواطر وصب قلم: صدر عن دار القبس للنشر والتوزيع بدمشق.[9]
- قصة ليلة غزو دمشق (رواية): صدرت عام 2021 عن دار القبس للنشر والتوزيع بدمشق.[10]
- مذكرات أب إلى ابنة (شعر): صدر عام 2021 عن دار القبس للنشر والتوزيع بدمشق.[11]
- نشيجٌ مريج (شعر): صدر عن دار القبس للنشر والتوزيع بدمشق.[12]

### مشاركاته في السينما والتليفزيون
- أحلى أيام (مسلسل): في دور ضيف برنامج كلمة حق.
- تحت الشمس (فيلم): قام بدور جد لطيفة.
- الرسالة (فيلم): في دور الجن.
- الحرملك (مسلسل): في دور موظف العادلية.

## موسوعة غينيس
دخل الكاتب محمد الحلواني إلى موسوعة غينيس العالمية للأرقام القياسية في عام 2019 من خلال مشاركته بأكبر حفل توقيع في العالم على أرض معرض الشارقة الدولي للكتاب بالإمارات العربية المتحدة، وهو حفل توقيع روايته «جريمة عصيان».